# Yacef Saâdi
Pour les articles homonymes, voir Saadi (homonymie).
Dans ce nom, le nom de famille précède le nom personnel.
Yacef Saâdi (en arabe : ياسف سعدي), né le 20 janvier 1928 à la Casbah d'Alger, et mort le 10 septembre 2021 à Alger, est un écrivain, cinéaste, sénateur au Conseil de la nation et ancien combattant du FLN, dont il était le chef de la zone autonome d'Alger lors de la bataille d'Alger en 1957, pendant la guerre d'Algérie.

## Biographie
Issu d'une famille originaire d'Azeffoun en Kabylie, Yacef Saâdi commence sa vie professionnelle comme apprenti boulanger dans la Casbah. En 1945, il rejoint le Parti du peuple algérien (PPA), parti nationaliste interdit par les autorités françaises auquel succéda le Mouvement pour le triomphe des libertés démocratiques (MTLD). De 1947 à 1949, Yacef Saâdi sert dans l'aile paramilitaire du MTLD, l'Organisation spéciale (OS). Après le démantèlement de l'OS, il se rend en France où il vit jusqu'en 1952, puis retourne en Algérie, où il reprend son métier de boulanger dans la Casbah.
En 1954, il est présenté à Rabah Bitat, un des responsables du CRUA, qu'il héberge. Par ce canal il rencontre Amar Ouamrane et Krim Belkacem. Leur mission consiste à la création du réseau de la zone autonome d'Alger en tant que conseillers politique et militaire de toute la zone algéroise.
En 1955, il est expédié par Ramdane Abane en Suisse où il doit rencontrer des Algériens du Caire, ceux de l' « extérieur », et notamment Boudiaf, parce que l' « intérieur » à besoin d'armes, d'argent, de postes radios, etc. Abane charge Yacef d'un autre message : « ceux qui tiennent le maquis de l'intérieur auront priorité sur ceux qui logent dans les hôtels. », à l'étranger. Expulsé en avril 1955 par les autorités suisses, arrêté à son arrivée à Orly par la DST, transféré début juin à la prison de Barberousse à Alger, puis libéré en septembre contre la promesse d'informer la DST sur les activités du FLN à Alger. Il échappe à la vigilance des services de renseignement[source insuffisante] et plonge dans la clandestinité.

### Constitution du premier commando FLN de la zone algéroise
Après avoir réussi à prouver sa bonne foi aux membres du CRUA, ces derniers le chargent de constituer un groupe de commando prêt à entrer en action dès qu'Abane et Ouamrane jugeraient cela utile. Avec Didouche, son beau-frère, et Chaïb Ahmed, dit le Corbeau, Yacef crée son premier réseau qui compte vingt-et-un membres dont Amar Aïdoune, Nafaa Haffaf et Salah Bouhara. Pour respecter le cloisonnement, Yacef adopte le système pyramidal de cellules de trois membres. Dans chaque cellule, un militant connait son supérieur mais ignore tout du troisième. Ce système a l'avantage d'éviter des bavardages, toujours dangereux, et aussi qu'un homme arrêté ne dévoile, sous la torture, les détails de l'organisation. Un chef intermédiaire ne connait jamais que trois hommes : deux sous ses ordres et un à l'échelon supérieur. Il ne sait rien des hommes de la base ni de ceux du sommet.

### Rencontre avec Ali la Pointe
En octobre 1955, Saâdi enrôle une nouvelle recrue dont la présence au sein des commandos FLN va influer sur le déroulement de ce que l'on appellera, en janvier 1957, la bataille d'Alger. Cet homme s'appelle Ammar Ali. On le connaîtra sous le nom d'Ali la Pointe. Saâdi a été averti par un informateur de la Casbah qu'un dur, un « prêt-à-tout », voulait s'engager dans les rangs du FLN d'Alger. « C'est un ancien mac », avait ajouté l'informateur, mais il est « tombé » et vient de s'évader. Un type bien « malgré tout. » Saâdi s'était méfié. Un souteneur qui s'évade et qui veut rejoindre le Front, il sentait la machination policière destinée à noyauter les commandos. Il est bien placé pour savoir combien la police est désireuse de se glisser dans les rangs du FLN. « Ce type doit être manœuvré » conclut-il. Il accepte pourtant de le rencontrer, mais dans la rue, au milieu de la foule, pour éviter une éventuelle souricière. Saâdi repère tout de suite son homme : grand (1,69m), beau garçon (?), habillé à l'européenne d'une façon un peu trop voyante qui soulignait son physique d'ancien boxeur. Il l'aborde et tout de suite le mit en confiance. Il lui fait comprendre que le FLN l'acceptait.

### Assainissement de la Casbah et l'élimination des indics

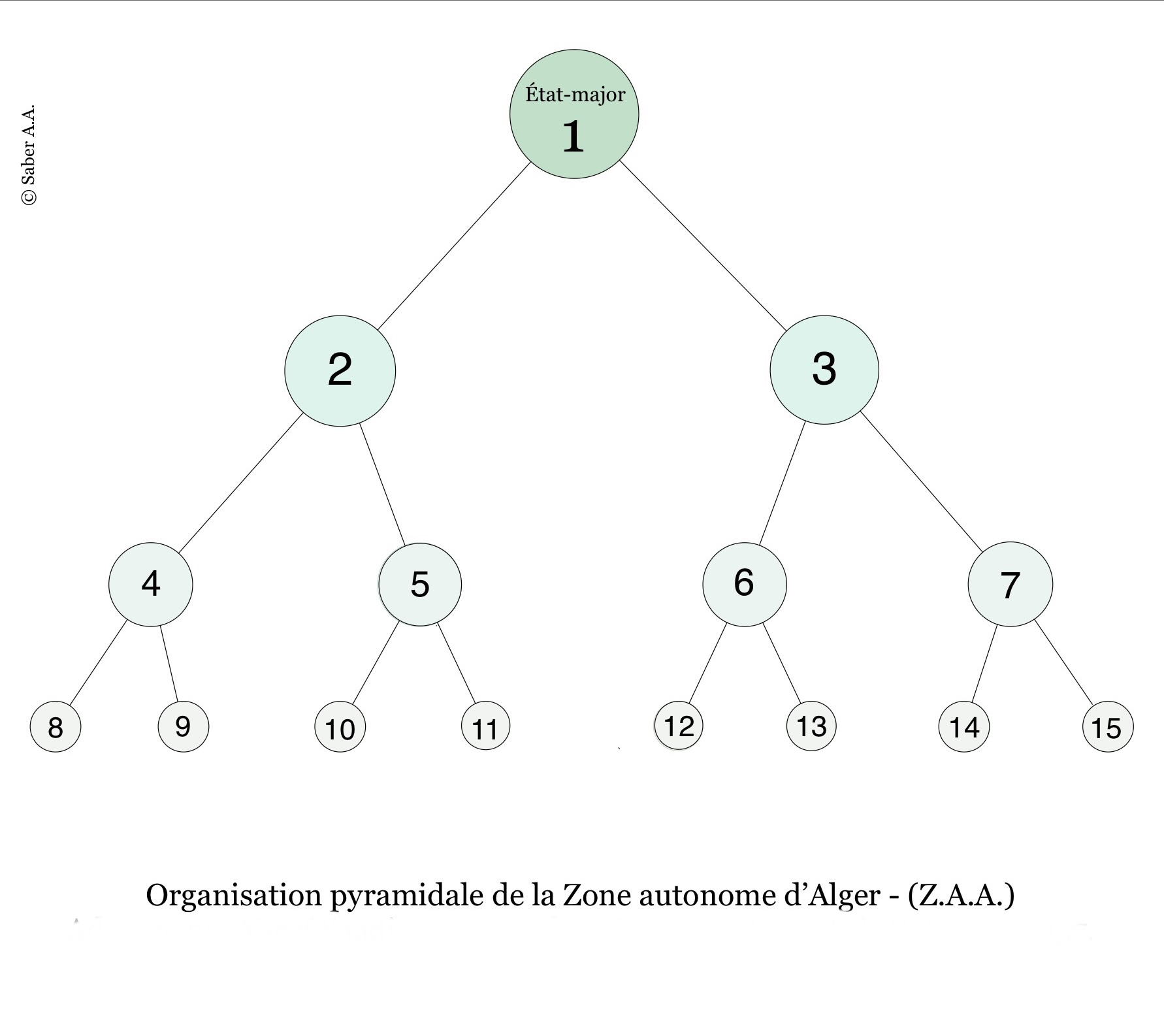
Schéma du système pyramidal de la Zone autonome d'Alger (Z.A.A.) adopté par Yacef Saâdi, chef politico-militaire de la Z.A.A. (1956-1957) Pour respecter le cloisonnement : des cellules de trois membres, dans chaque cellule, un militant connait son supérieur mais ignore tout du troisième. Ce système a l'avantage d'éviter des bavardages, toujours dangereux, et aussi qu'un homme arrêté ne dévoile, sous la torture, les détails de l'organisation. Un chef intermédiaire ne connait jamais que trois hommes : deux sous ses ordres et un à l'échelon supérieur. Il ne sait rien des hommes de la base ni de ceux du sommet.

Après avoir contribué à la prise en main de la population par le FLN, Yacef Saâdi se résout à « assainir » la Casbah de ses éléments troubles. Il s'ouvre de son projet à Abane Ramdane. Celui-ci, réticent, souhaite « asseoir » sa politique, multiplier les réseaux, implanter une organisation politico-administrative avant de passer à l'action. Et pour parvenir à ce but, explique-t-il, il a besoin du calme à Alger. Saâdi, qui ne partage pas les idées de son chef, le contre violemment. Il tient à passer rapidement à l'action.
« Si je parviens à nettoyer la Casbah », dit-il, « ta tâche politique en sera facilitée. En revanche, si tu ne bouges pas, tes « politiques » seront données les unes après les autres à la police. Les indicateurs se multiplient dans la Casbah. Il faut les abattre et f... la trouille aux autres! » Alger doit rester tranquille, insista Abane; « c'est notre refuge et c'est le centre de ravitaillement de toute l'Algérie et des maquis. » « Ça ne le restera pas longtemps si tu laisses se développer ces réseaux d'indics. On se fera tous coffrer. Toi le premier! En revanche, la Casbah nettoyée, on pourra, à partir de ce véritable maquis en plein cœur d'Alger, lancer des actions sur la capitale. Ce sera notre bastion, notre camp retranché! »
Abane réfléchit. Il vient d'entrevoir ce que serait sa politique - mise au point avec Larbi Ben M'Hidi - sur le plan national et international. Yacef ajoute :

« Pour qu'on nous prenne au sérieux, il faut qu'Alger bouge. Qu'on parle de nous. Un pétard rue Michelet fera plus de bruit qu'une embuscade meurtrière en Kabylie. Ici, tout le monde en parlera. La presse fera des titres. Il y aura la radio, le cinéma. C'est ici que tout devra se passer. »

Convaincu, Abane cède. Saâdi, aidé d'Ali la Pointe, doit assainir la Casbah. Il a carte blanche. La décision que venait de prendre Abane conduira un an plus tard à la bataille d'Alger. Pour l'heure[style à revoir], c'est au « milieu» algérois que Saâdi et Ali ont décidé de s'attaquer. Dans cette tâche, Ali la Pointe va lui être d'une aide considérable. Dès lors, il n'y a d'autre autorité que celle du FLN sur les 80 000 habitants de la Casbah.
En mai 1956, Saâdi est désigné comme responsable militaire de la zone autonome d'Alger (ZAA) et bras droit de Larbi Ben M'Hidi,.
Les négociations de paix[Lesquelles ?] sont rompues, et le gouvernement de Guy Mollet (SFIO) met alors un terme à la politique des négociations. Larbi Men M'Hidi décide d'étendre les actions terroristes à la ville européenne, afin d'atteindre les couches urbaines, en particulier la bourgeoisie arabe, et de faire d'Alger une caisse de résonance pour toucher l'opinion publique métropolitaine et internationale.

### Terrorisme de la Main rouge
Les plus radicaux des militants de l'Algérie française s'organisent en groupuscules paramilitaires, sous la direction d'André Achiary, ex-officier du SDECE qui fut sous-préfet dans le Constantinois au moment du massacre de Sétif (1945). Avec des membres de l'Union française nord-africaine, créée par Robert Martel, Achiary monte l'attentat de la rue de Thèbes, dans la Casbah d'Alger, dans la nuit du 10 août 1956, qui fait 16 morts et 57 blessés, et marque un tournant dans la guerre d'Algérie. Le scénariste Patrick Rotman souligne ainsi, dans L'Ennemi intime (2002), qu'« à Alger, le contre-terrorisme a précédé le terrorisme ». Saâdi déclarera plus tard à la journaliste Marie-Monique Robin :

« Jusqu'au massacre de la rue de Thèbes, nous ne faisions des attentats à Alger qu'en réponse à des arrestations massives ou à des exécutions. Mais là, nous n'avions plus le choix : fous de rage, les habitants de la Casbah ont commencé à marcher sur la ville européenne pour venger leurs morts. J'ai eu beaucoup de mal à les arrêter, en les haranguant depuis les terrasses, pour éviter un bain de sang. Je leur ai promis que le FLN les vengerait. »

### Attentats à la bombe du FLN
Pour rassurer la population musulmane et plus particulièrement celle de la Casbah, pour lui prouver que le FLN est capable de venger ses martyrs, Larbi Ben M'hidi et Yacef Saadi créent les filières de conception, de réalisation, de stockage et de distribution de bombes (réseau bombes) et organise les séries d’attentats à la bombe dans Alger entre l’automne 1956 et l’été 1957. Ces attentats dans les lieux publics (bars et restaurants, hôtels, avenues et boulevards, transports en commun, stades, dancings) font des dizaines de victimes civiles, y compris des enfants.
Le 24 décembre 1956, Amédée Froger, un ultra, président de l'Association des maires de l'Algérois est assassiné. Selon Saâdi, cet assassinat a été commandité par les ultras de l'armée française pour déstabiliser le pouvoir civil et provoquer la prise du pouvoir des militaires, mais Marie-Monique Robin affirme que « ce point n'est toutefois pas du tout établi ». Yves Courrière attribue cet assassinat à Ali la Pointe.

### La bataille d'Alger
Le 7 janvier 1957, 8 000 hommes de la 10e DP de retour d’Égypte, où ils ont participé à la campagne de Suez, entrent dans Alger avec pour mission de « pacifier » la ville. La division est commandée par le général Jacques Massu, à qui Robert Lacoste vient de donner les pleins pouvoirs, assisté des colonels Marcel Bigeard, Roger Trinquier, Fossey-François et Yves Godard.
Le FLN lance ensuite un mot d’ordre de grève générale pour le 28 janvier. Les parachutistes brisent la grève en quelques jours, ouvrant les magasins de force, allant chercher à domicile avec des camions les travailleurs et les fonctionnaires absents au travail.
Larbi Ben M'hidi, arrêté le 23 février 1957 par les parachutistes, refuse de parler sous la torture avant d'être pendu extra-judiciairement par le commandant Aussaresses dans la nuit du 3 au 4 mars 1957. Yacef Saâdi le remplace à la tête de la zone autonome d'Alger.
Saâdi est maintenant un homme seul. Profitant de la relative accalmie dont bénéficie la Casbah, il tente de remettre sur pied, avec les moyens du bord, une organisation plus légère et aussi plus efficace. On y trouve Zohra Drif, sa compagne, Djamila Bouhired, responsable de son secrétariat, Ali la Pointe, qui fait équipe avec Hassiba Ben Bouali, Petit Omar qui sert d'agent de liaison, Kamel, l'adjoint militaire et Si-Mourad, responsable du « réseau bombes ». Au printemps, Yacef Saâdi saisit l'occasion de la campagne contre la torture lancée par le PCF et de l'absence des paras pour reprendre l'initiative et relancer la résistance urbaine.

#### Rencontre avec Germaine Tillion
Quand Yacef Saâdi apprend que l'ancienne résistante Germaine Tillion, déportée à Ravensbrück, ethnologue, ancien membre du cabinet de Jacques Soustelle, vient d'arriver à Alger dans le cadre d'une commission d'enquête internationale sur le régime concentrationnaire, il décide de la rencontrer. L'idée paraît invraisemblable. Pourtant Germaine Tillion et Yacef Saâdi se verront deux fois, le 1er juillet et le 9 août 1957, au plus fort de la bataille d'Alger. Avec un luxe inouï de précautions, l'ancienne résistante sera conduite secrètement à la Casbah rue Caton, le repaire de Saâdi, où il se cache, bardé de mitraillettes et de grenades, derrière une cloison de carrelage.
Germaine Tillion n'ignore rien des souffrances dont il est le responsable. Mais rien non plus des exactions de l'armée française. Dans la cour de la prison Barberousse, les exécutions des militants FLN s'enchaînent. Elle veut arrêter ça. Et Saâdi a confiance en elle. Il lui fait la plus surprenante des propositions :

« Je m'engage à mettre fin au terrorisme contre les civils si la France accepte d'arrêter les exécutions capitales. »

Porteuse de ce message, Germaine Tillion alerte les plus hautes autorités de l'État. On lui fait croire un temps qu'elle a été entendue. Saâdi continue de faire éclater des bombes, mais pendant quelques mois ne tue plus de civils. La presse s'interroge sur les raisons de cette « étrange accalmie ». Saâdi tiendrait-il parole ? Germaine Tillion en est convaincue. Mais de retour à Alger elle apprend que l'on continue à guillotiner. Au moins aura-t-elle tenté l'impossible.
Quand Saâdi est arrêté le 24 septembre 1957, elle se battra pour le sortir des mains des parachutistes. Elle témoignera en sa faveur lors d'un de ses trois procès — où il sera par trois fois condamné à mort —, puis interviendra pour obtenir qu'il soit gracié. Une étrange amitié[évasif] est née entre eux, qui n'a jamais cessé depuis. « Mademoiselle Germaine a tout fait pour moi, et je la respecte infiniment », dit Saâdi.
En avril 2008, il était à son chevet une semaine avant sa mort, il était également présent à Paris lors de sa panthéonisation le 27 mai 2015.

#### Arrestation au 3 de la rue Caton dans la Casbah

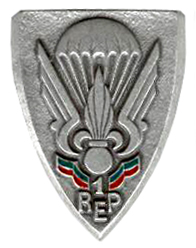
L'insigne régimentaire du 1er REP.

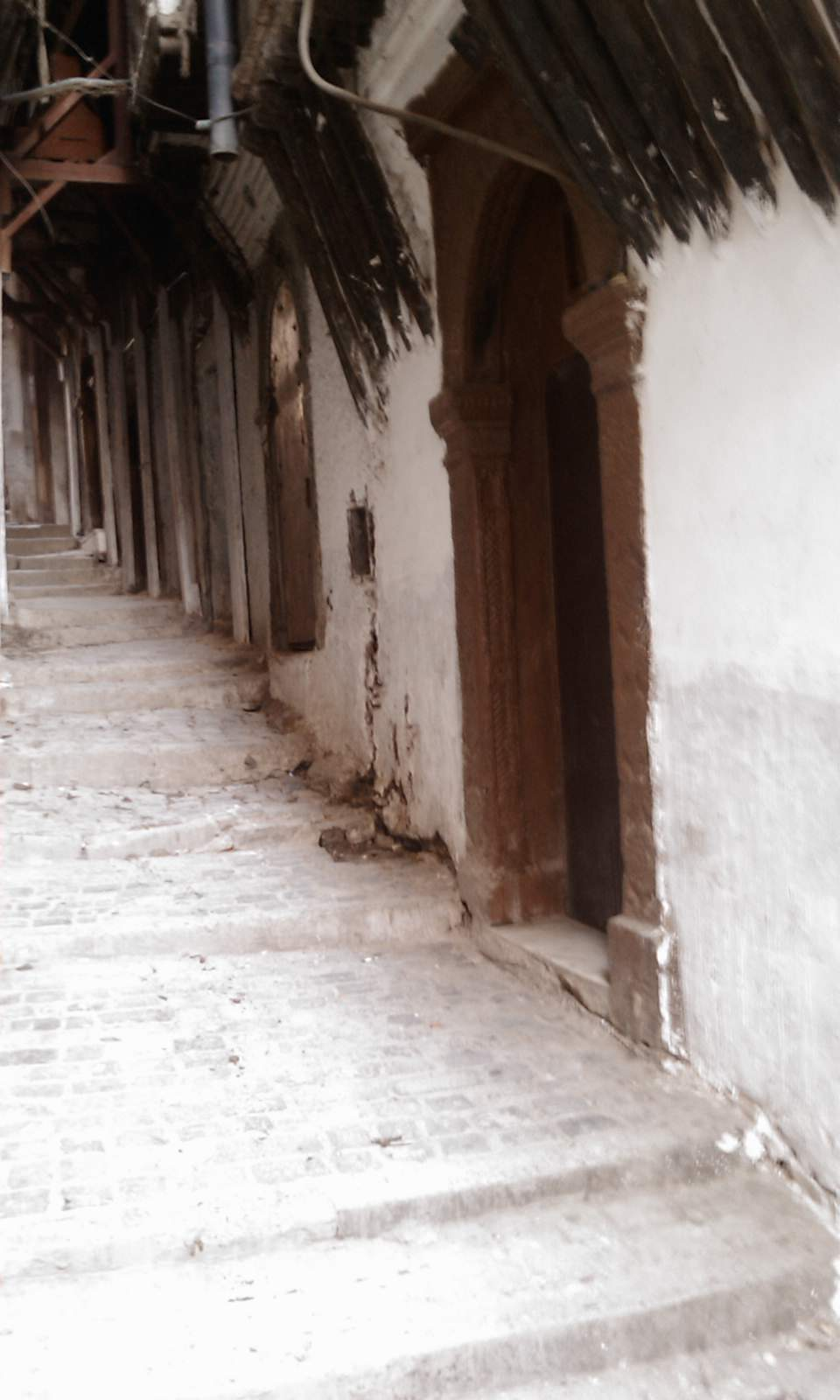
Au premier plan, la maison où fut arrêté Yacef Saâdi par les paras du 1er REP le 28 septembre 1957, située au 3 rue Caton, dans la Casbah.

Les forces parachutistes demandent comment elles vont se saisir de Yacef Saâdi. En exploitant rapidement les interrogatoires, les parachutistes démantèlent la pyramide terroriste de la zone autonome d'Alger. C’est alors qu’elles réussissent à mettre la main sur un de ses amis nommé Ghandriche Hacène, plus connu sous le pseudonyme de Zerrouk. Après plusieurs jours de torture et de chantage, les services du Groupe de renseignements et d'exploitation (GRE) dirigé par le capitaine parachutiste Paul-Alain Léger sous le commandement du colonel Yves Godard d'Alger Sahel font basculer Zerrouk dans le camp français. Ils l'incorporent dans l'équipe des « bleus-de-chauffe », qui sont des anciens combattants FLN faits prisonniers, et qui ont été « retournés ».
Le 24 septembre 1957, à 2 h 30, une opération est lancée ; les paras du 1er REP sous le commandement du colonel Pierre Paul Jeanpierre et les « bleus » du capitaine Léger bouclent totalement la rue Caton. Les hommes pénètrent dans la maison au no 3. Yacef Saâdi est effectivement présent dans l’immeuble avec sa compagne et sa collaboratrice Zohra Drif. Ils se cachent dans un petit réduit au fond d’une salle de bains. Les paras repèrent la planque. Saâdi a sans doute compris qu'il avait été trahi. Pour les faire reculer, il lance une grenade dans le couloir. Les éclats blessent le colonel Jeanpierre. Les paras disposent d'une importante quantité d’explosifs dans les couloirs afin de faire sauter l’immeuble, avec ses habitants, si Saâdi ne se rend pas.
Informé de la situation, le colonel Godard arrive sur les lieux à 3 h 40 et prend la direction des opérations. Il faut encore de longues heures de négociation avec Saâdi qui veut bénéficier du statut de prisonnier de guerre. Il faut attendre jusqu'à 6 heures du matin pour qu'Yacef Saâdi et Zohra Drif, qui partagent la cachette, se rendent et sortent du réduit enfumé où se consument des documents de la zone autonome d'Alger. Ils se rendent au colonel Godard et font alors des aveux détaillés couvrant plus de cent pages. Ils sont condamnés à mort.
Selon le général Paul Aussaresses, Saâdi, pendant sa détention, a fourni aux forces françaises l'endroit où se cachait son adjoint, Ali la Pointe. C'est aussi ce qu'affirme Ted Morgan. Cette version est cependant contredite par Marie-Monique Robin, qui affirme qu'Ali la Pointe a été repéré par les « bleus-de-chauffe » grâce à Zerrouk.
Durant sa détention, Saâdi écrit ses mémoires de la bataille, qui seront publiés en 1962 sous le titre Souvenirs de la Bataille d'Alger.

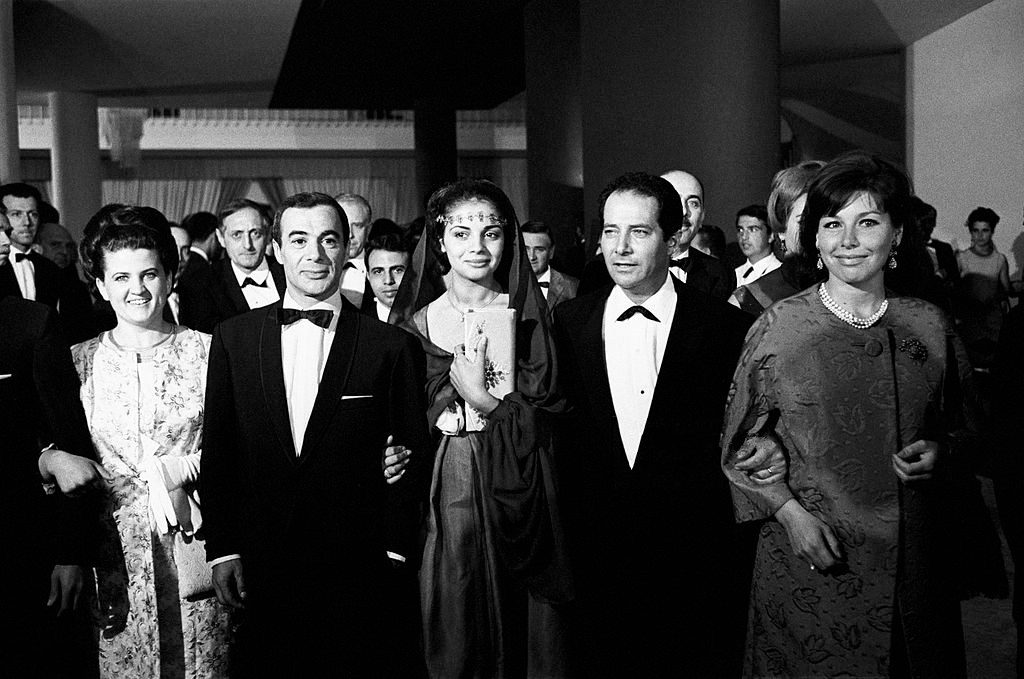
Yacef Saâdi entouré de deux femmes à gauche, et Gillo Pontecorvo et sa femme Picci à droite.

Saâdi est gracié par le général de Gaulle, avec tous les condamnés à mort d’Algérie, en janvier 1959. Il bénéficie ensuite de l'amnistie en 1962.

### Après l'indépendance
Après l'indépendance de l'Algérie, lors de la crise de l'été 1962, Ahmed Ben Bella décide de renverser le gouvernement provisoire de la République algérienne dirigé par Benyoucef Benkhedda. Le 29 août, Yacef Saâdi attaque les forces de la wilaya IV puis le lendemain le Bureau politique ordonne à ses troupes de prendre Alger. Les affrontements font au moins un millier de morts. L'armée des frontières, avec à sa tête Boumédiène, entre dans Alger le 9 septembre 1962.
En septembre 1962, il est élu membre de l'Assemblée nationale constituante algérienne.
En juillet 1963, Yacef Saâdi est nommé par Ahmed Ben Bella président du Centre national d’amitié avec les peuples (CNAP), destiné à faire connaître à l'étranger les réalisations du socialisme algérien.
Il fonde Casbah Films, une société de production cinématographique financée par des capitaux algériens et yougoslaves. En parallèle, il crée une affaire d’import-export.
En 1966, Saâdi produit le film de Gillo Pontecorvo, La Bataille d'Alger, dans lequel il joue son propre rôle. Ce film fut longtemps interdit en France, où il n'est sorti en salles qu'en 2004.
Il est président du club algérien USM Alger pendant trois ans (1972-1975).
Le 6 janvier 2001, Saâdi est nommé sénateur par le président Bouteflika sur le contingent de 29 nominations qui lui est réservé. Son mandat n'est pas renouvelé par le président de la république en janvier 2016.
Selon le quotidien algérien L'Expression, Yacef Saâdi a été approché, en 2003, par le FBI et la CIA dans le but de s'inspirer de sa guérilla urbaine du temps de la prestigieuse bataille d´Alger pour combattre la résistance irakienne. Il refuse de collaborer.
Il meurt le 10 septembre 2021. Il est inhumé au cimetière El Kettar.

### Polémiques
En 1999, il suscite une polémique après s'être dirigé vers le président Abdelaziz Bouteflika pour le saluer en embrassant sa main, alors que celui-ci remettait le trophée de la Coupe d'Algérie de football.
Dans les années 2010, il suscite plusieurs polémiques en s'en prenant à d'autres indépendantistes. Ainsi, en 2011, il accuse Louisette Ighilahriz d'être une des « menteuses qui excellent dans l’art de faire de la comédie » en n'ayant eu « aucun rapport avec la guerre de révolution ». En 2014, il accuse Zohra Drif d'avoir dénoncé Ali la Pointe, sur la base de documents dont cette dernière réfute l'authenticité. La même année, il déclare que Larbi Ben M'hidi, n'aurait « pas tiré un seul coup de feu durant la guerre de libération ». Enfin, il déclare que Ourida Medad « n'est pas morte en martyre », mais « a préféré se suicider au moment où des soldats français s'apprêtaient à la violer ».
Début 2016, sur la base du témoignage de Paul Aussaresses et sur l'avis de l'historien Ted Morgan, qui s'appuie sur des archives d'époque, ainsi que de la journaliste d'investigation Marie-Monique Robin en 2003, Yacef Saâdi est l'objet d'une importante controverse et occupe pendant quelques semaines la une des médias arabophones et francophones algériens. La controverse porte sur les révélations que Yacef Saâdi aurait communiquées à l'armée française sur l’organisation du FLN lors de son arrestation en 1957. Elle est accompagnée par la publication de plusieurs documents d'archives, ainsi que sur son manque de conviction à rejoindre le FLN qu'il aurait exprimé aux autorités françaises durant son interrogatoire. Certains médias expliquent la publication de ces documents par des règlements de comptes de la scène politique algérienne à travers le recours au passé. En juillet 2016, Saâdi annonce son intention de porter plainte contre Ted Morgan, ce qu'il fait effectivement le 30 octobre 2016. Entretemps, il fait publier des documents à la presse algérienne où il contredit Ted Morgan.

## Œuvres
- Souvenirs de la bataille d'Alger : décembre 1956 - septembre 1957, éditions Julliard, Paris, 1962
- La Bataille d'Alger (3 tomes), Entreprise Nationale du Livre, Alger, 1982 (plusieurs rééditions depuis)